# Katwijk
Katwijk es un municipio situado en la provincia de Holanda Meridional (Zuid-Holland, en neerlandés) en Países Bajos. Tiene una población estimada, a fines de julio de 2022, de 66 442 habitantes.

## Ubicación
El municipio está ubicado sobre el mar del Norte, al noroeste de Leiden y a 16 km al norte de La Haya. Abarca esencialmente la zona comprendida entre Leiden y el mar del Norte. Katwijk se encuentra a lo largo del "Viejo Rin" (Oude Rijn), que desemboca en el mar del Norte en Katwijk aan Zee. Comparte sus fronteras con los municipios de Noordwijk, Teylingen, Oegstgeest, Leiden y Wassenaar. Es por lejos el municipio más grande en la "Duin- en Bollenstreek".
El municipio tiene una superficie de 31.15 km², de los cuales 6,40 km² son agua.

## Composición
Consta de una serie de distritos, incluidos los homónimos Katwijk aan den Rijn y Katwijk aan Zee. El 1 de enero de 2005 los distintos distritos tenían las siguientes poblaciones:
- Katwijk aan den Rijn (5916)
- Katwijk aan Zee (22.405)
- Katwijk-Noord (13.845)
- Rijnsburg (15.450)
- Valkenburg (3904)

Ubicada en la costa, Katwijk aan Zee es (y ha sido siempre) el pueblo más grande. Katwijk aan den Rijn se encuentra ligeramente hacia el interior. Rijnsburg está situado al este de Katwijk aan den Rijn mientras que Valkenburg está al sur. Hoornes-Rijnsoever se encuentra al norte de Katwijk aan Zee. 
A pesar de que son pueblos separados históricamente (salvo Katwiijk-Noord) que aún hoy mantienen identidades separadas, han más o menos crecido juntos y se fusionaron en una sola aglomeración urbana. La creación del municipio de Katwijk es un reconocimiento de ese hecho. El ayuntamiento de la actual municipalidad de Katwijk se encuentra en Katwijk aan den Rijn, cerca de la frontera con Katwijk aan Zee. Todos estos distritos se encuentran a lo largo del "Viejo Rin" (Oude Rijn).

## Historia
El nombre "Katwijk" probablemente tiene su origen en el nombre de una tribu germánica llamada chatti. En neerlandés, la palabra "wijk" significa "área", por lo que el nombre probablemente significaba algo así como "el área chatti".
En tiempos romanos, Katwijk fue un lugar de importancia estratégica. Estaba situado en la frontera norte del Imperio romano, en la desembocadura del río Rin, que en la época de los romanos era mayor en esta área que hoy. Había una gran cantidad de tráfico a lo largo del Rin. Katwijk fue también un punto de salida para viajar a Gran Bretaña. 
Construida durante el reinado de Claudio (41-54), el nombre de la ciudad era Lugdunum Batavorum. El nombre de la ciudad fue más tarde asociado con el nombre de la ciudad de Leiden, pero esto se considera actualmente incorrecto.
En 1231 apareció la primera referencia a Catwijck en los registros.
La historia de la moderna municipalidad de Katwijk es esencialmente la historia de sus partes constituyentes, que para cada pueblo se remonta a la época romana. Sin embargo, Katwijk aan Zee, Katwijk aan den Rijn y Valkenburg formaban parte del mismo heerlijkheid llamado "Beide de Katwijken en 't Zand" (o algo similar). Han estado administrativamente unidos durante siglos a pesar de sus diferentes características. Katwijk aan Zee era un pueblo de pescadores y Katwijk aan den Rijn tenía un carácter agrícola. 
Durante la Segunda Guerra Mundial, Katwijk aan Zee fue gravemente dañada. El 1 de mayo de 1942 fue prohibido el acceso a la playa y se llevó a cabo una evacuación a gran escala. Desde octubre de 1943 se fueron demoliendo casas como parte de la construcción del Muro Atlántico.
El 1 de enero de 2006 Rijnsburg y Valkenburg se fusionaron también en el municipio.

## El transporte público
Katwijk es el municipio más grande en los Países Bajos sin una estación de ferrocarril. Las estaciones de tren más cercanas se encuentran en Voorhout y Leiden. Está conectada por bus con Voorhout, Leiden, La Haya y Lisse.

## Personalidades destacadas
- Dirk Kuyt, futbolista neerlandés retirado
- Esther Ouwehand, política neerlandesa, diputada por el Partido de los Animales

## Atracciones turísticas
La parte más famosa de Katwijk es su playa. En los cálidos día de verano muchas personas van allí para tomar un baño fresco en el mar.
Además de la playa, hay algunos museos en Katwijk, como el antiguo Museo Katwijk y el Museo Spinoza. Además, se puede dar un paseo en una locomotora de vapor por el lago Valkenburg. 
Katwijk tiene muchos hoteles y tres campings, en su mayoría situados en las dunas.

## Galería de Imágenes

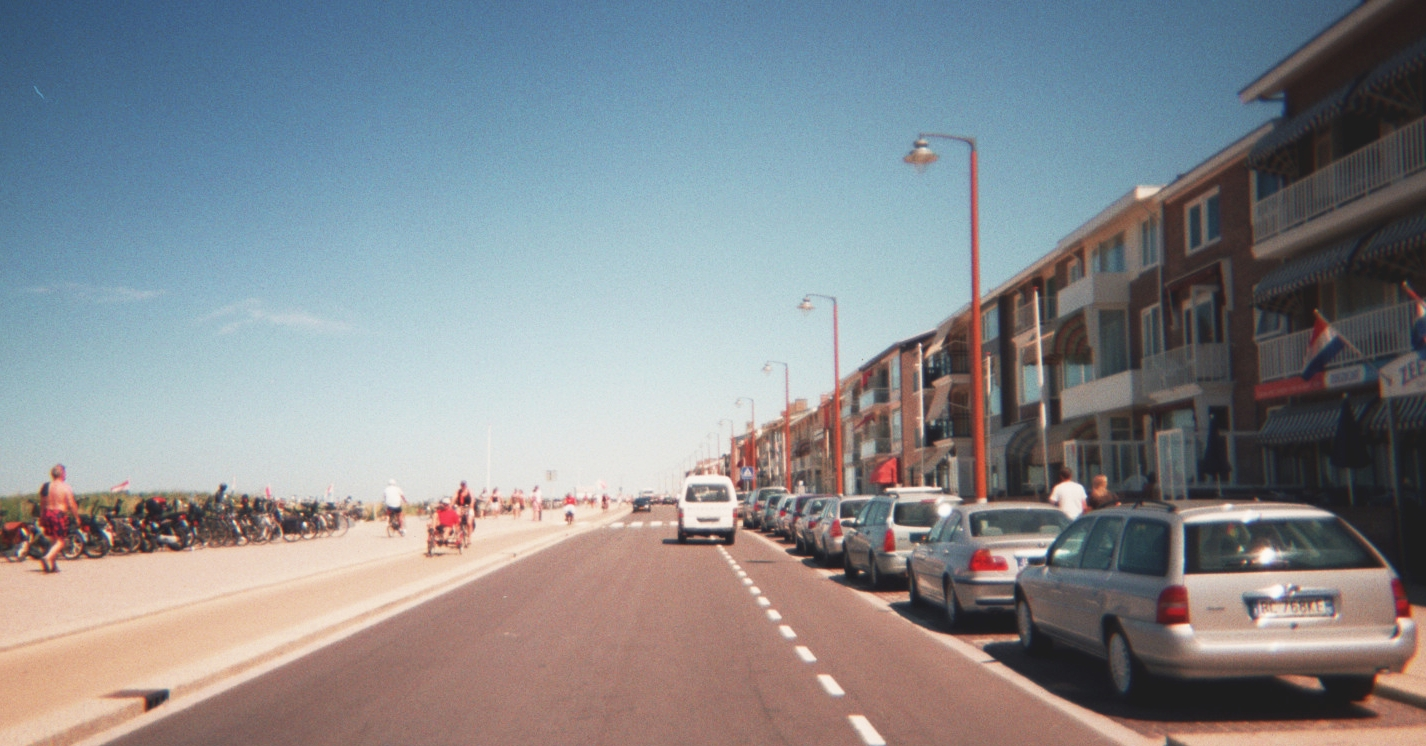
Bulevar septentrional
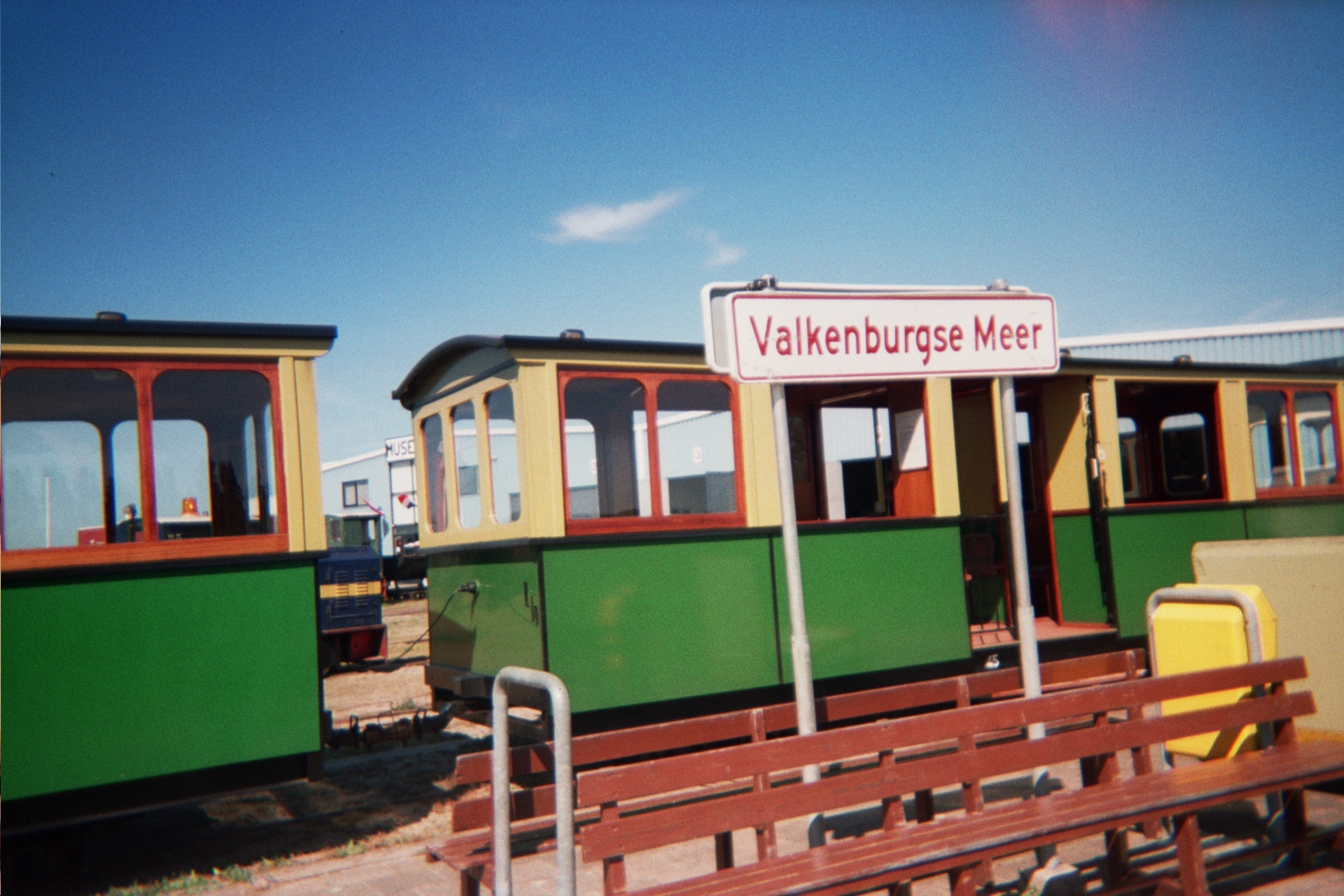
El tranvía a vapor en el lago Valkenburg, con el museo al fondo
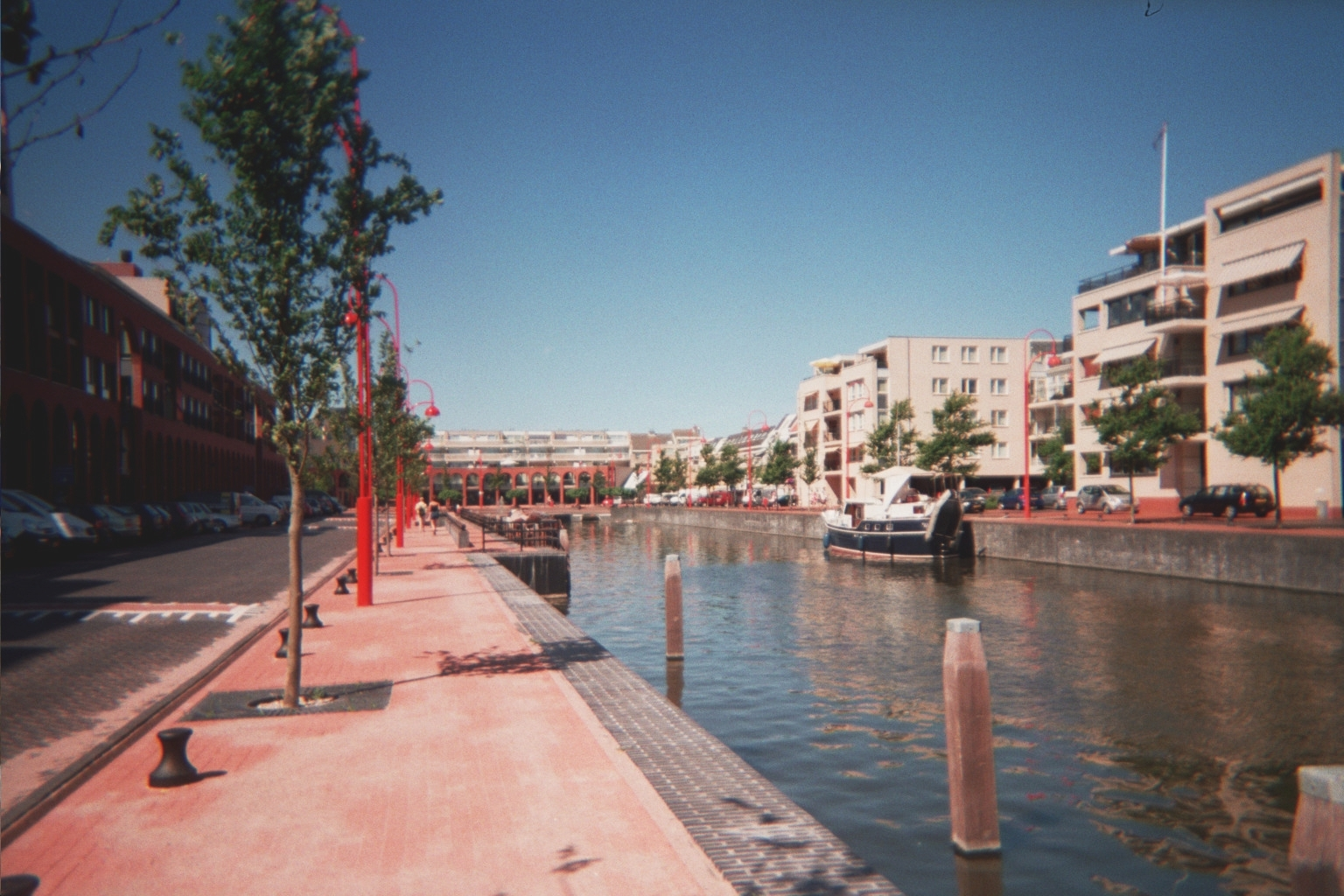
Canal Prins Hendrik
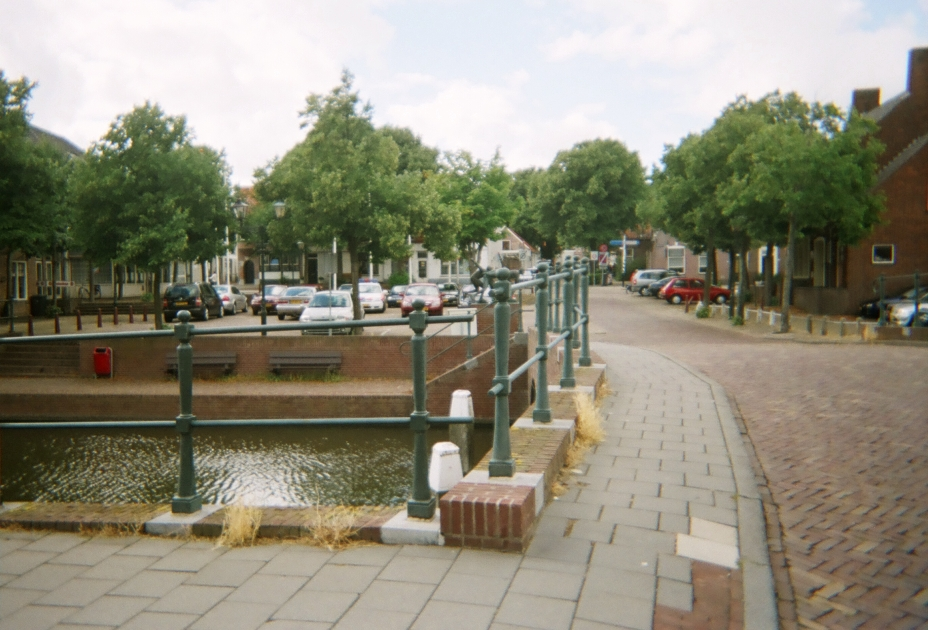
El Viejo Rin con el plaza Turfmarkt en el fondo

## Ciudades hermanas
Ohrid, Macedonia del Norte